# Concha Fernández-Luna Sánchez
Concha Fernández-Luna Sánchez (Lorca, 1915-1999) fue una escritora, bibliotecaria y traductora española.

## Trayectoria
Fernández-Luna se licenció en Filosofía y Letras en 1942. En Madrid, trabajó como periodista y quedó finalista en el Premio Café Gijón. En 1955 ingresó en el Cuerpo Auxiliar de Archivos, Bibliotecas y Museos, donde descubrió su verdadera vocación: escribir cuentos para niños. Fruto de su compromiso con la promoción de los textos infantiles ilustrados, impartió junto a la pintora Nadia Werba clases de dibujo intuitivo para niños y niñas de seis a trece años en la Escuela Nacional de Bibliotecarios y, en 1957, enviaron 94 dibujos seleccionados de entre más de 300 a una exposición mundial de dibujos infantiles sobre el tema «La madre» convocada por la Asociación Femenina «Morinaga» de Japón y patrocinada por la Unesco, celebrada en Tokio.
Desde 1958 trabajó en el Servicio Nacional de Lectura. En paralelo con sus obligaciones laborales, Fernández-Luna publicó numerosos relatos y cuentos con finalidades didácticas en distintos medios, por ejemplo: La culpa (un cuento recogido en la publicación La Estafeta Literaria de la Biblioteca del Ateneo de Madrid), la colección de aventuras Nuestro amigo Olaf (unas «narraciones encantadoras y de emoción sencilla y honda») y la colección de fábulas en prosa con animales «sin expresa moraleja, y con un estilo chispeante y desenvuelto que está muy lejos de los empalagosos fabulistas» Rana que canta, entre otros. También colaboró con la revista gráfica Granada en Corpus con el poema Nocturno. Albaycín y publicó un ensayo titulado La zarzuela, numerosos relatos para niños en la editorial Anaya y teatro infantil. 

Fernández-Luna publicó una reflexión titulada «Algunas consideraciones sobre literatura infantil» en el Boletín de la DGAB (Dirección General de Archivos y Bibliotecas), donde reivindicaba la calidad de la lengua utilizada en las traducciones y defendía que:
«el libro literario infantil no puede ser, no debe ser, deliberadamente didáctico, aunque sí deba y pueda contener cualidades éticas, morales, formativas si se quiere, aparte de las artísticas y literarias y, naturalmente, ha de estar bien escrito en buen castellano […]».
En la revista Triunfo, donde se abogaba por el papel formativo de la literatura infantil frente a los «tebeos de todo tipo y las películas de guerra», Ricardo Doménech reconocía que la colección «Menta y Limón», a la que pertenecen los títulos Aventuras de Pito y Pico y Pito va a la escuela, «son una espléndida lección de solidaridad humana y de amor entre los hombres».
En 1962 ganó el premio Sésamo de Cuentos por El botones y el premio Lazarillo por Fiesta en Marilandia, título que la catapultaría internacionalmente en 1966 con el premio Andersen, en la lista de Mención Honorífica de los mejores quince libros, concedido en Liubliana durante el X Congreso del IBBY (The International Board on Books for Young People, por sus siglas en inglés). En 1963, ganó el premio Fray Luis de León de Traducción por un libro de 96 páginas que constaba de dos pequeñas obras: Las gafas del león y La familia gorrión, del autor francés Charles Vildrac. Ese mismo año la revista Triunfo le concedió el Gran Premio Triunfo de Narraciones por Julián el Lailla.
Concha Fernández-Luna murió en 1999.

## Obra
La obra de Fernández-Luna incluye:

### Cuentos infantiles, juveniles y didácticos
- 1958, La culpa, La Estafeta Literaria de la Biblioteca del Ateneo de Madrid (1 de febrero, pp. 15-16)
- 1958, Cuentos de la semana, Ed. Molino, Barcelona
- 1960, Nuestro amigo Olaf, Ed. Molino, Barcelona
- 1963, Pito va a la escuela, Ed. Anaya Educación, Salamanca
- 1965, Rana que canta, Ed. Bruguera, Barcelona
- 1965, Fiesta en Terrilandia, Ed. Cid, S.A., Madrid, ISBN 978-84-7045-096-9
- 1966, Pececito volador, Ed. Gregorio del Toro, Madrid, ISBN 978-84-312-0062-6
- 1966, Pececito volador casi en órbita, Ed. Gregorio del Toro, Madrid, ISBN 978-84-312-0063-3
- ?, Aventuras de Pito y Pico, Ed. Anaya Educación, Madrid, ISBN 978-84-207-0865-2
- ?, Fiesta en Marilandia, Ed. Anaya Educación, Madrid, ISBN 978-84-207-0863-8
- ?, Canela
- ?, Un burro llamado Chicó
- ?, Nueva historia de Blancanieves
- ?, Bang y su gente
- ?, Andanza y travesuras de Betty

### Teatro infantil
- 1958, El cubo de la basura
- 1967, Cristobalicas y el payaso carablanca, Ed. Anaya Educación, Madrid, ISBN 978-84-207-0873-7

### Novelas para adultos
- 1954, Martín Nadie, Ed. Tecnos, Madrid

### Ensayo
- 1954, La zarzuela, Publicaciones Españolas, Colección «Temas Españoles» (número de colección 128), Madrid

### Colaboraciones en prensa
- 1958, Nocturno. Albaycín (poema), Granada en Corpus, Granada

## Premios
- Premio Lazarillo, 1962, por Fiesta en Marilandia
- Premio Sésamo de Cuentos, 1962, por El botones
- Premio Fray Luis de León de Traducción, 1963, por Las gafas del león y La familia gorrión, del autor francés Charles Vildrac
- Gran Premio Triunfo de Narraciones de la revista Triunfo, 1963, por Julián el Lailla
- Premio Andersen, 1966 por Fiesta en Marilandia